# وانغ يوبو
وانغ يوبو (باللغة الصينية: 王玉普؛ نظام بينيين: Wáng Yùpǔ; أكتوبر 1956 - 8 ديسمبر 2020) رجل أعمال صيني ورئيس مجلس إدارة شركة سينوبك، ثاني أكبر شركة لتكرير النفط في العالم.  

## السيرة الشخصية
وُلد وانغ في شين مين، لياونينغ، وبدأ حياته المهنية في حقل نفط داتشينغ. في سبتمبر 2017، تم تعيين وانغ مديرًا لإدارة الدولة لسلامة العمل.  تم تعيينه كأول وزير لإدارة الطوارئ في مارس 2018. 
توفي وانغ بسبب المرض عن عمر يناهز 64 عامًا في 8 ديسمبر 2020.  